# Limnellia balioptera
Limnellia balioptera är en tvåvingeart som beskrevs av Wayne N. Mathis 1978. Limnellia balioptera ingår i släktet Limnellia och familjen vattenflugor.
Artens utbredningsområde är Washington. Inga underarter finns listade i Catalogue of Life.